# Geniès
Geniès (ou Génésius ou Ginésius) était évêque de Maguelone à la fin du VIe siècle.

## Biographie
Au mois de mai 589, il représente au IIIe concile de Tolède convoqué par le roi wisigoth Récarède Ier, en sa qualité d'archidiacre, Boèce, l'évêque de Maguelone alors en fonction qui ne pouvait s'y rendre. Au mois de mai 597, Geniès apparaît comme évêque de Maguelone à un nouveau concile, convoqué toujours par Récarède Ier. Il est mentionné toujours en tant qu'évêque de Maguelone lors du IVe concile de Tolède, au mois de décembre 633, mais fut représenté par son vicaire ou archidiacre Etienne,.
Sa date de décès se situerait aux alentours de l'année 652 et son successeur en tant qu'évêque semble être Gumild vers 654, même si Charles d'Aigrefeuille mentionne un certain Eumenius dont le rôle, en tant qu'évêque est plus qu'hypothétique.